# Push My Luck
Push My Luck è un singolo del gruppo musicale statunitense The Chainsmokers, pubblicato l'8 novembre 2019.

## Video musicale
Il videoclip è stato pubblicato l'8 novembre 2019 sul canale YouTube del gruppo.

## Tracce
1. Push My Luck – 3:01